# Liste der Kardinalskreierungen Martins IV.
Papst Martin IV. hat im Verlauf seines Pontifikates (1281–1285) in einem Konsistorium die Kreierung von sieben Kardinälen vorgenommen.

## Konsistorium

### 12. April 1281
- Bernard de Languissel, Erzbischof von Arles
- Hugo von Evesham, Leibarzt des Papstes
- Jean Cholet
- Gervais Jeancolet de Clinchamp, Archidiakon des Domkapitels von Paris
- Conte Casate, Archidiakon von Mailand
- Geoffroy de Bar, Dekan des Domkapitels von Paris
- Benedetto Caetani, Apostolischer Protonotar sowie späterer Papst Bonifatius VIII.